# Spiculata barbarensis
Spiculata barbarensis är en snäckart som först beskrevs av Dall 1892.  Spiculata barbarensis ingår i släktet Spiculata och familjen Ovulidae. Inga underarter finns listade i Catalogue of Life.